# La Vegueta
La Vegueta es una localidad española del municipio de Tinajo, situado en la isla de Lanzarote, perteneciente a la provincia de Las Palmas, en la comunidad autónoma de Canarias.

## Historia
Hacia mediados del siglo XIX, el lugar, ya por entonces perteneciente a Tinajo, tenía contabilizada una población de 170 habitantes. Aparece descrito en el decimoquinto volumen del Diccionario geográfico-estadístico-histórico de España y sus posesiones de Ultramar de Pascual Madoz con las siguientes palabras:

VEGUETA (la): l. en la isla de Lanzarote, prov. de Canarias, part. jud. de Teguise, jurisd., ayunt. y parr. de Tinajo: sit. al SE. de dicha pobl. á dist. de 1/4 de hora, en una llanura, entre la montaña de Tinache que lo divide de su parr., y la de Tisalaya: su terreno de buena miga y arenoso es de regular calidad. prod.: trigo, legumbres y barrilla con muy pocas lluvias que haya, por cuya circunstancia se considera como de los mejores terrenos de la isla. Se cria muy buenos viñedos. pobl.: 42 vec., 170 alm. riqueza y contr.: con el ayunt. Los naturales de este l. pretenden todos ser descendientes del conquistador, por lo que muchos usan su apellido, pero el rasgo de su fisonomía, el color de su cútis y sus verdaderos apellidos demuestran claramente el orígen berberisco y de las regiones mas occidentales del Zahara.
(Madoz, 1849, p. 634)

En 2023, la entidad singular de población tenía empadronados 1012 habitantes y el núcleo de población, 705.